# Constable spécial
Un constable spécial du gouvernement du Québec est un agent de la paix assujetti à la Loi sur la police et au Code de déontologie des policiers du Québec, et ce, au même titre que les autres policiers. Les constables spéciaux du gouvernement détiennent également les mêmes pouvoirs que les policiers dans leurs juridictions respectives.
Il y a plusieurs corps de constables spéciaux au Québec. Il y a les constables spéciaux d'Hydro-Québec, les constables spéciaux au Bureau de la Sûreté de l'Université de Montréal qui, depuis les années 1970, sont les premiers intervenants lors de plaintes ou sur des évènements qui se produisent sur le campus. Les constables spéciaux engagés par les villes, dont les pouvoirs se limitent aux contraventions. Les agents de Contrôle routier Québec sont également des constables spéciaux.
Ci-dessous, les organisations qui employaient des constables spéciaux en date du 15 janvier 2019 et en vertu du Chapitre Il de la Loi sur la police (LSP), plus spécifiquement de ses articles 107 et 108, étaient les suivantes :  
- Direction de la protection des personnalités (DPP) - Ministère de la Sécurité publique du Québec
- Le service de police d'Ottawa
- Hydro-Québec
- Le ministère du Travail, de l'Emploi et de la Solidarité sociale
- Le ministère de la Sécurité publique
- Revenu Québec
- La Société de l'assurance automobile du Québec
- La Sûreté du Québec
- L'Université de Montréal
- L'Université du Québec à Trois-Rivières
- L'Université Laval
- L'Université McGill
- L'Assemblée nationale du Québec
- Le Service de police de la Ville de Montréal
- La Société pour la prévention de la cruauté envers les animaux de Montréal
- La Société protectrice des animaux de Québec
- La Société protectrice des animaux de l'Estrie
- Le Canadien National
- L'Administration régionale Kativik

En 2021, la Société de transport de Montréal (STM) annonçait le retour définitif des constables spéciaux et donc la fin de la fonction d’inspecteur.
Finalement, il y a les constables spéciaux du gouvernement du Québec. Cet article traite des constables spéciaux du gouvernement du Québec.

## Formation
Le constable spécial reçoit sa formation policière de 13 semaines à l'École nationale de police du Québec (ENPQ). Il a la formation adéquate pour intervenir dans l'éventualité d'un tireur actif (par exemple, lors des tueries au Collège Dawson, à l'École polytechnique ou à l'Université Concordia).
Dans sa formation de base, le constable spécial est formé à utiliser l’arme à feu ainsi que des armes intermédiaires telles que l'agent capsique (poivre de Cayenne), interventions physiques, techniques de menottage et de fouille et reçoit tout l'entraînement nécessaire pour effectuer son travail. Ils sont un corps policier méconnu par la majorité. Plus simplement dit : ils sont des policiers que le ministère de la sécurité publique contrôle et mandate à sa guise et besoins.

## Juridictions
Les constables spéciaux œuvrant pour le ministère de la Sécurité publique du Québec sont principalement assignés dans les palais de justice du Québec où ils agissent à titre de policier avec tous les pouvoirs se rattachant à l’exercice de leur fonction. Leur présence est également requise sur la colline parlementaire de Québec, que ce soit à l’Assemblée nationale du Québec ou encore au bureau du Premier Ministre du Québec. À ces endroits, ce sont aussi des constables spéciaux DPP (Direction de la protection des personnalités). Les constables spéciaux de la DPP assurent également la protection rapprochée et le transport sécuritaire des membres du conseil des ministres et des chefs des partis d’opposition. 
Les endroits où sont assignés les constables spéciaux du gouvernement du Québec sont des lieux à risques élevés.
Il y a aussi les Contrôleurs routiers affiliés à la SAAQ détenant également le titre de constable Spécial.

## Mission
Le constable spécial est un agent de la paix assermenté devant un juge de la cour criminelle. Il a pour mission de protéger la vie, de maintenir la paix, l’ordre et la sécurité publique, de prévenir le crime et les infractions aux lois et d’en rechercher les auteurs.
L’assermentation du constable spécial lui confère les mêmes pouvoirs que tout autre policier dans sa juridiction en matière criminel. En fait, les constables spéciaux ont juridiction sur l’ensemble du territoire de la province de Québec.
Dans sa juridiction, le constable procède à des arrestations, fait des enquêtes criminelles, exécute des mandats d’arrestation, des mandats de perquisition et des inscriptions au CRPQ (Centre des Renseignements Policiers du Québec). Il dépose auprès du directeur des poursuites criminelles et pénales les demandes d’accusations criminelles.
Dans les palais de justice, ce sont les constables spéciaux qui procèdent à toutes les arrestations, qu'elles soient avec ou sans mandat.
Comme les autres policiers, les constables spéciaux appliquent la procédure d’arrestation enseignée par l'École Nationale de Police du Québec (ENPQ).
À titre d’exemple, les constables spéciaux du Palais de Justice de Québec effectuent en moyenne 700 arrestations par an.
Le caractère conflictuel régnant dans les palais de justice fait en sorte que la présence d’un policier sur place est indispensable, voire primordiale, pour assurer le bon déroulement des procès, pour protéger et rassurer les victimes et les témoins, pour protéger toute personne, (qu’elle soit juge, juré, avocat, témoin, victime, accusé ou condamné).
Il est possible de constater la présence de constables spéciaux à la Cour du Québec, à la Cour supérieure du Québec et à la Cour d'appel du Québec.
Certains procès attirent les foules et les médias, notamment les procès du crime organisé, d'homicides ou d'agressions sexuelles. Ce sont les constables spéciaux qui assurent la protection et l'ordre dans les salles d'audiences.
À cet effet, une décision de la Cour Supérieure leur donne un pouvoir de fouille élargie contrairement aux autres agents de la paix pour certains procès à risques. Il s'agit du projet de Loi n°15 : Loi modifiant la Loi sur les tribunaux judiciaires et la Loi sur les cours municipales concernant la sécurité dans les tribunaux judiciaires.

## Équipements
Puisqu’il occupe une fonction similaire à celle du policier, le constable spécial est autorisé à utiliser toute arme et équipement nécessaires à l’exercice de ses fonctions. Ainsi, chaque constable pourrait être équipé d’un pistolet semi-automatique (anciennement un modèle à l’usage exclusif des forces de l’ordre), soit le Walther P99C AS, progressivement remplacé par le Glock 17 9mm, d’un agent capsique (poivre de Cayenne) et d’un bâton télescopique et finalement de menottes. 